# Ивановский областной художественный музей
Ива́новский областно́й худо́жественный музе́й — музей изобразительного искусства, расположенный в городе Иванове.  Принадлежит к редкому типу провинциальных музеев России, обладая уникальным тематическим диапазоном собрания, включающим крупные коллекции древнего мира, искусства Востока, западноевропейского и русского искусства XVI—XX веков, русского авангарда, советского и постсоветского искусства, а также ивановской художественной школы. Является важным культурным и научно-просветительским центром региона.

## История
Идея создания художественного музея в Иванове возникла еще в 1920-е годы, когда город, ставший центром Иваново-Промышленной области, претендовал на роль крупного культурного центра РСФСР. Однако, планы по организации нового музея не были реализованы в 1930-е годы.
Ивановский областной художественный музей был основан решением советского правительства 19 мая 1959 года.  Основу собрания музея составили около 16 тысяч экспонатов, переданных в 1960–1961 годах из Ивановского областного краеведческого музея — бывшего Музея промышленности и искусства Д. Г. Бурылина.
Первая экспозиция художественного музея открылась в апреле 1960 года в помещении Ивановского драматического театра. В экспозиции были представлены коллекции Древнего мира, предметы прикладного искусства Западной Европы и фрагменты собрания русского искусства.
В 1968 году музей переехал в исторический центр города и занял половину двухэтажного здания, первоначально построенного в 1884–1886 годах как Реальное училище — среднее учебное заведение, готовившее технические кадры, в том числе для текстильной промышленности.  Здание в стиле эклектики из красного кирпича было построено по проекту шуйского архитектора В. Ф. Сикорского при участии главного архитектора Иваново-Вознесенска П. В. Троицкого на пожертвования ивановских купцов, собранные по подписному листу. Инициатором создания училища и крупнейшим вкладчиком выступил купец М. Н. Гарелин, глава торгового дома «Никона Гарелина сыновья». Спонсорами строительства и членами комиссии по постройке здания также были купцы А. М. Гандурин, Н. Г. и Д. Г. Бурылины, А. Н. Коновалов, А. Н. Витов.
В 1888–1890 годах в здании реального училища был устроен домовый храм — Спасская церковь, а в 1902 году во дворе была построена двухъярусная колокольня. В 1898 году к основному зданию было пристроено южное крыло для Школа колористов, готовившей специалистов по технологии окрашивания тканей.  Реальное училище и церковь были закрыты в 1918 году, колокольня и церковная глава снесены в 1923 году.  С 1918 года в здании размещался Ивановский политехнический институт, с начала 1930-х годов — общеобразовательная школа № 36. Внутренняя планировка здания — коридорного типа, сохранились вестибюль, парадная лестница, старые крыльца, лестница с чугунным декором и филенчатые двери.
С 1969 по 1998 годы в состав Ивановского художественного музея входили и вновь отделялись Кинешемская картинная галерея, Плёсская картинная галерея, Дом-музей И. И. Левитана, Фурмановская картинная галерея имени Д. А. Трубникова. В настоящее время на правах отделов в Ивановский художественный музей входят Музей народного художника СССР Б. И. Пророкова (с 1982 года) и Музей народного художника России А. И. Морозова (с 2001 года).
В 1972 году Ивановский художественный музей был закрыт на капитальный ремонт из-за аварийного состояния здания, коллекция была вывезена в Кинешму, доступ к ней был закрыт до 1986 года.  В этот период музей работал как художественная галерея, проводя сменные выставки.
В 1992 году открылась обновленная экспозиция, построенная по академическому принципу и включавшая разделы: «Памятники культуры и искусства Древнего мира», «Русское религиозное искусство XVI—XIX веков», «Русское искусство XVIII — начала XX столетий».
В 2004–2006 годах Ивановский областной художественный музей был реорганизован путем слияния с Кинешемским государственным историко-художественным музеем в Ивановское объединение художественных музеев. В 2008–2009 годах в музее был проведен капитальный ремонт, и постоянная экспозиция была демонтирована.  30 декабря 2009 года музей вновь открылся для посетителей, представив на месте прежней постоянной экспозиции выставку «XX век. Монтаж», посвященную русскому искусству XX века.
С 2012 года музей носит название Государственное бюджетное учреждение Ивановской области «Ивановский областной художественный музей».  На посту директора музея с 1985 года по 27 декабря 2024 года находилась Л. В. Воловенская, с 28 декабря 2024 года директором является Л. П. Башкова.
Ивановский художественный музей является хранилищем художественных ценностей и центром культурно-просветительской и научной работы.  В его собрании находится более 45 тысяч экспонатов. Музей ведет активную выставочную деятельность в России и за рубежом.

## Экспозиция
Собрание Ивановского областного художественного музея является одним из крупнейших в регионе и насчитывает более 45 тысяч единиц хранения. Общая площадь здания составляет 29 000 м², экспозиционная и выставочная площадь — 1734 м².  Экспозиция музея охватывает широкий спектр периодов и направлений изобразительного искусства и включает в себя следующие разделы:
- Искусство Древнего мира: представлено коллекцией искусства Древнего Египта и античного мира, включающей египетскую мумию и саркофаг щитоносца Анхефа[2], образцы малой пластики, древнегреческие и древнеримские сосуды, римские мозаики, надгробные плиты.  Коллекция Древнего мира демонстрируется на постоянной основе с 2015 года.
- Западноевропейское искусство XVI—XX веков:  коллекция живописи представляет работы мастеров Германии, Голландии, Италии, Фландрии, Франции XVI—XIX веков.  Значительную часть собрания составляет печатная графика XVII—XIX веков.
- Искусство стран Востока:  включает произведения искусства Китая, Индии, Персии, демонстрирующие разнообразие художественных традиций Востока.
- Древнерусское искусство:  коллекция древнерусского искусства занимает важное место в собрании музея и позволяет проследить развитие иконописи XVI—XIX веков, а также познакомиться с творчеством различных художественных школ и иконописных центров: московской, строгановской, северных писем, поволжских центров, Палех, Мстёра, Холуй.  Собрание включает иконопись XVI—XIX веков, образцы декоративно-прикладного искусства, старопечатные книги, скульптуру, гравюры и лубки.  Особую ценность представляют произведения поствизантийского искусства, такие как афонская икона XVI века «Снятие со креста».  Среди ранних памятников московской школы живописи XVI века выделяются выносная двусторонняя икона «Богоматерь Шуйская-Смоленская и Никола», «Богоматерь Иерусалимская», «Явление Богоматери Сергию Радонежскому», близкие живописной традиции Дионисия.  Северные письма представлены иконой «Деисус», отличающейся аскетичным колоритом и сдержанностью переживаний.  Искусство XVII века представлено строгановской школой с её миниатюрным письмом и изысканностью.  Произведения поволжских городов, таких как Ярославль, Нижний Новгород, Кострома, демонстрируют орнаментальное великолепие и декоративность, характерные для поволжской иконописи XVII века.  В экспозиции также представлены фрагменты фресковой росписи начала XVIII века из Благовещенского храма города Юрьевца, выполненные артелью Кирилла Уланова.  Палехская иконопись XVII—XIX веков, являющаяся предтечей лаковой миниатюры, отличается тонким рисунком и декоративностью.  Иконописные центры Владимиро-Суздальского края — Мстёра и Холуй — представлены храмовыми иконами XVIII — начала XIX веков, демонстрирующими различные стилистические особенности, включая влияние Троице-Сергиевой Лавры и старообрядческие традиции.  Раздел религиозной металлопластики включает литые иконы XVI — начала XX веков, а также «бумажные иконы» XVIII—XIX веков, выполненные в различных гравюрных техниках.
- Русское искусство XVIII — начала XX веков:  представлено живописью, графикой, скульптурой, лаками, резной костью, изделиями из серебра, фарфором XVIII—XX веков.  В коллекции музея находятся работы таких выдающихся художников, как Фёдор Рокотов, Дмитрий Левицкий, Владимир Боровиковский, Карл Брюллов, Василий Тропинин, Василий Перов, Илья Репин, Николай Ге, Василий Поленов, Алексей Корин, Валентин Серов, Исаак Левитан, Константин Коровин, Борис Кустодиев, Марк Антокольский, Пётр Клодт, Сергей Конёнков.
- Советское искусство и выставка «XX век. Монтаж»:  отдел советского искусства знакомит с творчеством художников Казимира Малевича, Александра Родченко, Варвары Степановой, Ольги Розановой, Ильи Машкова, Петра Кончаловского, Роберта Фалька, Сергея Герасимова, Юрия Пименова, Александра Дейнеки, Андрея Мыльникова, Николая Ромадина, Владимира Стожарова, Виктора Иванова[3], а также мастеров палехской миниатюры.  С 2009 года в музее работает выставка «XX век. Монтаж», представляющая произведения русского искусства XX столетия, включая живопись, графику, скульптуру, агитационный фарфор и фотографии.

Ивановский областной художественный музей ведет активную научно-просветительскую и выставочную деятельность на региональном и международном уровнях.  Музей располагает салоном-магазином сувениров и изделий художественных промыслов, реставрационной и багетной мастерскими, детской художественной студией «Начало» и публичной библиотекой.  Филиалами художественного музея являются дом-музей народного художника СССР Б. И. Пророкова и музей А. И. Морозова.  Музей также является участником многолетнего выставочного проекта «Мир русской иконы. Наше наследие», в рамках которого проводятся выставки, посвященные различным аспектам русской иконописи и религиозного искусства.

## Рекомендуемая литература
- Русское искусство XVIII — начала XX века / Иван. обл. худож. музей. Советское искусство : Каталог. — Л.: Художник РСФСР, 1963. — 124 с.